# Chlorophorus ruficornis
Espèce
Statut de conservation UICN

 LC  : Préoccupation mineure
Chlorophorus ruficornis est une espèce de coléoptères de la famille des Cerambycidae.

## Description
Entièrement noir sauf la tête, le pronotum et les antennes roux, et les pattes antérieures rougeâtres. Il mesure de 8 à 12 mm et ses élytres présentent deux fascies en forme de chevron dont une fine et blanche et en-dessous une large et grise. L'apex de élytres est également gris.

## Écologie
L'adulte, visible de juin à septembre, se tient sur les branches de Chêne vert, mais on peut aussi l'observer sur les inflorescences de Carotte sauvage. La larve se développe dans les petites branches mortes de Quercus ilex.

## Distribution
Assez rare et méditerranéenne, l'espèce est restreinte à la péninsule ibérique et dans le Sud de la France en région méditerranéenne.

## Systématique
Le nom valide complet (avec auteur) de ce taxon est Chlorophorus ruficornis (Olivier, 1790).
L'espèce a été initialement classée dans le genre Callidium sous le protonyme Callidium ruficornis Olivier, 1790.
Chlorophorus ruficornis a pour synonymes :
- Callidium ruficorne Olivier, 1790
- Callidium ruficornis Olivier, 1790
- Clytanthus ruficornis  ar. feneoni Chobaut, 1895
- Clytus ruficornis Castelnau & Gory, 1841
- Clytus ruficornis Chobaut, 1893
- Clytus ruficornis White, 1855